# From Justin to Kelly
From Justin to Kelly (From Justin to Kelly), è un film del 2003 diretto da Robert Iscove. Il film vede come protagonisti la prima vincitrice di American Idol, Kelly Clarkson e il secondo classificato della stessa edizione, Justin Guarini.
Viene generalmente considerato come uno dei peggiori musical mai prodotti, e nell'edizione dei Razzie Awards 2005 vinse il premio come Peggior musical dei nostri primi 25 anni.

## Trama
Kelly e due sue amiche decidono di passare le loro vacanze estive a Miami. Lei non è molto propensa al tipico divertimento di Miami, ma quando incontra Justin tutto cambia. Il tutto è mischiato con esibizioni canore e di ballo.

## Distribuzione
L'uscita nelle sale americane è avvenuta il 20 giugno, 2003, mentre in Italia è stato direttamente trasmesso in televisione il 15 aprile del 2005.

## Critica
- Razzie Awards 2003
  - 2003: Nomination - Peggior film
  - 2003: Nomination - Peggior regista: Robert Iscove
  - 2003: Nomination - Peggior sceneggiatura a Kim Fuller
  - 2003: Nomination - Peggiore attrice protagonista a Kelly Clarkson
  - 2003: Nomination - Peggiore attore protagonista a Justin Guarini
  - 2003: Nomination - Peggior coppia a Justin Guarini e Kelly Clarkson
  - 2003: Nomination - Peggior remake o sequel
  - 2003: Nomination - Peggior pretesto per un film attuale
  - 2003: Vinto - Premio del governatore per lo scarso rendimento nelle coreografie a Travis Payne
  - 2004: Vinto - Peggior film musicale dei nostri primi 25 anni